# Turba philosophorum
De Turba philosophorum (Latijn: 'vergadering der filosofen') is een vroege en invloedrijke alchemistische tekst. Het beschrijft een fictieve bijeenkomst van negen toentertijd gewaardeerde filosofen: Anaximander, Anximenes, Anaxagoras, Empedocles, Archelaus (of Arislaus, Arisleus), Leucippus, Ecphantus, Pythagoras en Xenophanes. Zij bespreken onder andere materie, hoe het werkt, en hoe materie zich verhoudt ten opzichte van kosmologie.
De tekst is toegeschreven aan Archelaus/Arislaus, die tevens beweert de nazaat van Pythagoras te zijn. De naam Arislaus is ook verbonden aan de Visio Arislai ('visioen van Arislaus'), en aan de Arislai tractatus ('traktaat van Arislaus') in de De denario medico van Bernard Gilles Penot uit 1608 (in 1692 vertaald naar het Engels: Alchymists Enchiridion).
Het is rond het jaar 900 geschreven in het Arabisch. Vanuit het Arabisch werd het in de twaalfde eeuw vertaald in het Latijn. Vanaf 1572 verscheen de dialoog in druk. De eerste versie te Basel heet: Auriferae artis quam chemiam vocant, antiquissimi authores, sive Turba philosophorum. Een digitaal transcript is online te raadplegen via The Alchemy Website.